# Gare de Synelnykove I
La gare Synelnykove-1 (ukrainien : Синельникове I) est une gare ferroviaire située en Ukraine dans l'oblast de Dnipropetrovsk.

## Histoire

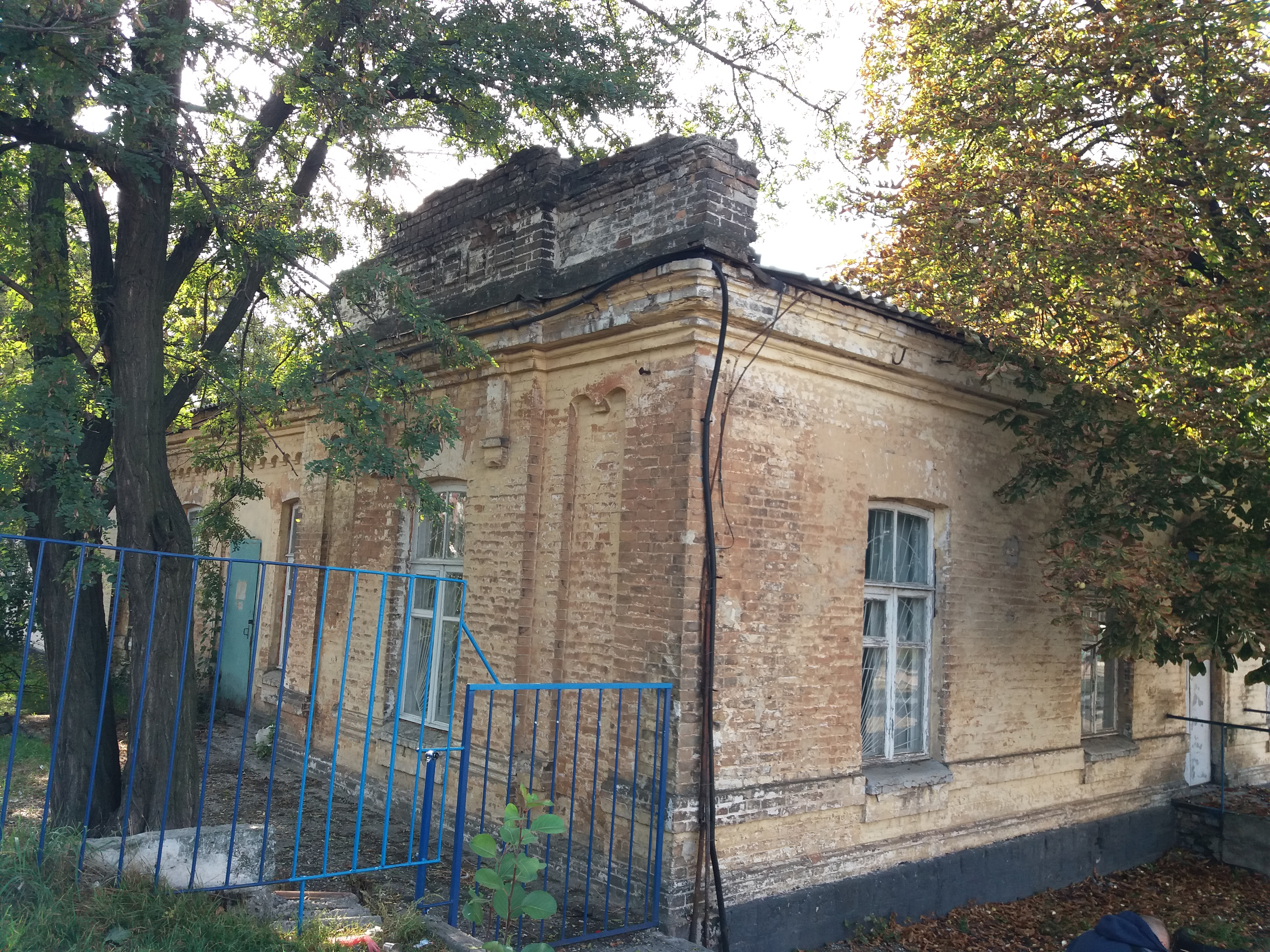
L'ancienne gare classée.

Elle est ouverte lors de la construction de la ligne de chemin de fer de Catherine.

## Service des voyageurs

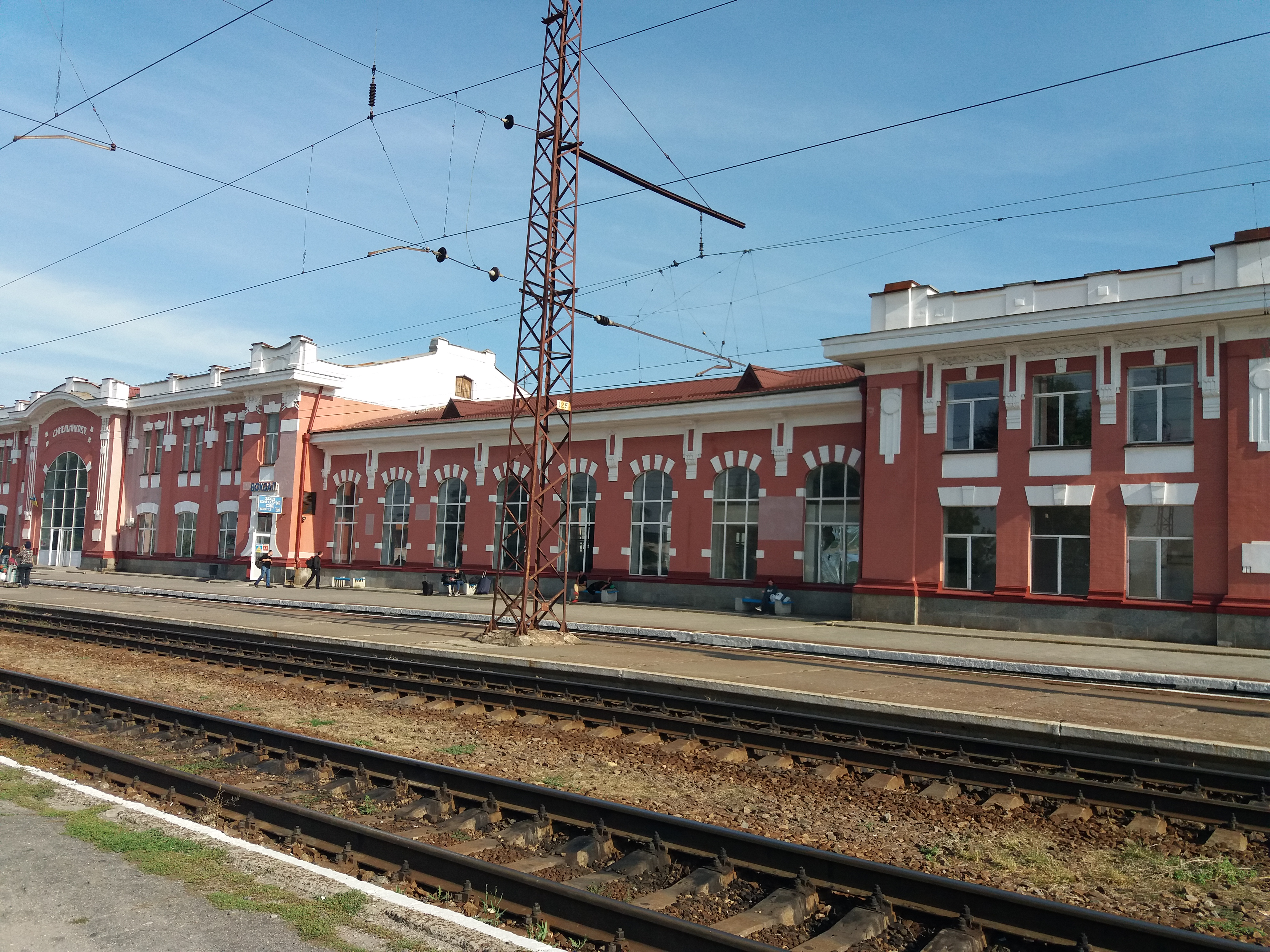
Gare côté voies.